# 레바논 축구 협회
레바논 축구 협회(아랍어: الاتحاد اللبناني لكرة القدم), 영어: Lebanese Football Association)는 레바논의 축구 협회이다. 국제축구연맹(FIFA)과 아시아 축구 연맹(AFC)에 가입되어 있다. 레바논 프리미어리그, 레바논 축구 국가대표팀 등을 관리 한다

## 같이 보기
- 아시아 축구 연맹
- 서아시아 축구 연맹
- 레바논 축구 국가대표팀
- 레바논 프리미어리그